# 沙地摩托车

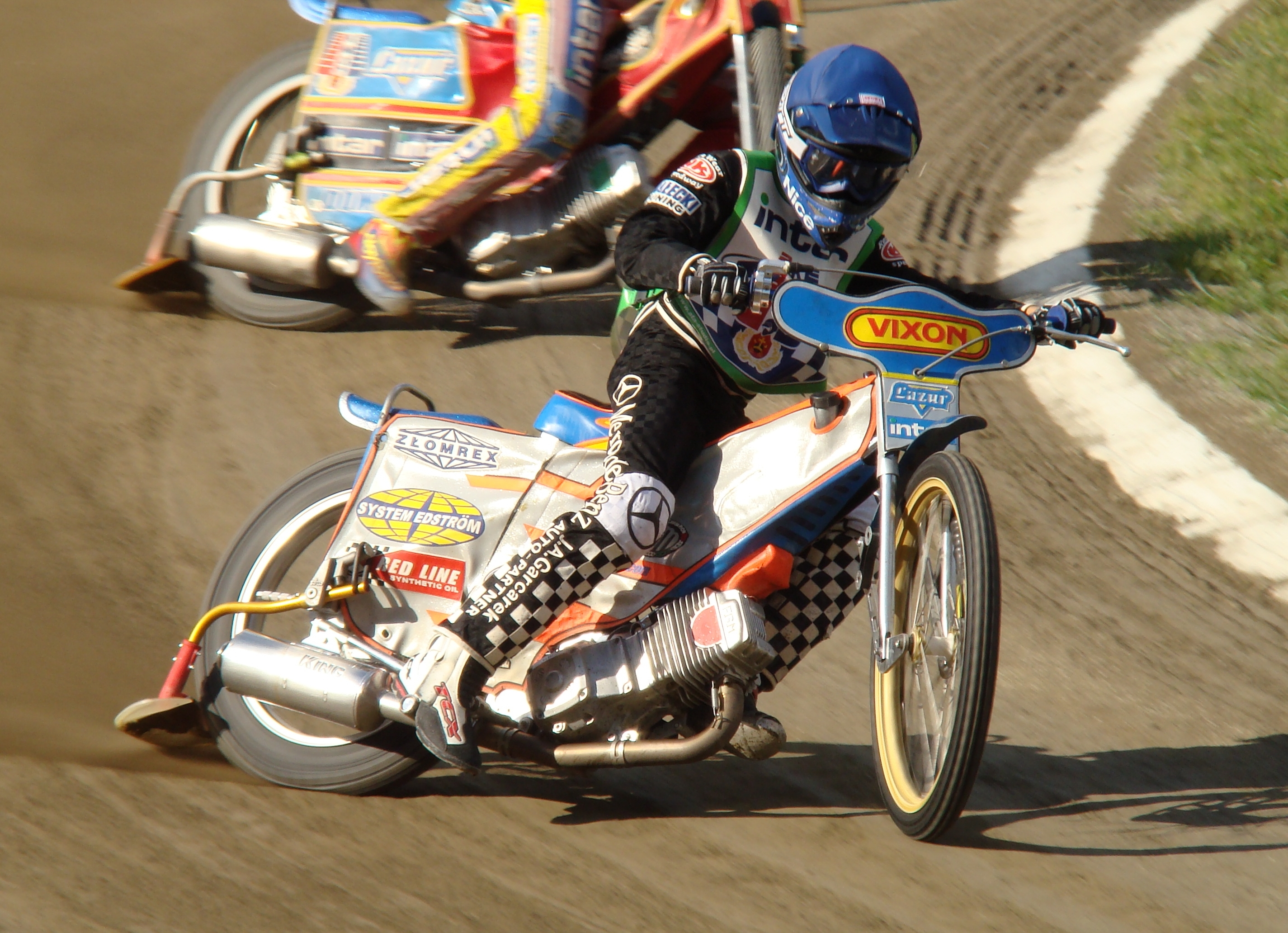
波兰车手卢卡什·索卡正在沙地摩托车比赛中

沙地摩托车（Motorcycle speedway），是一种摩托车运动，通常由4名车手，有时多达6个车手参加，在一个椭圆形的赛道沿逆时针方向比赛四圈。沙地摩托车只有一个档位，没有刹车，比赛场地为椭圆形赛道，地面为土壤或松散的页岩。参赛者在转弯处利用地面横向滑动赛车，在直道上，摩托车的速度可达达到每小时70英里（110公里）。

这项运动起源于1920年代，澳大利亚新南威尔士州梅特兰。目前在很多国家都举办国内和国际比赛，包括沙地摩托车世界杯，个人积分最高的是沙地摩托车大奖赛（Speedway Grand Prix）。沙地摩托车在中欧和北欧很受欢迎，澳大利亚和北美受欢迎程度相对低一些。国际摩托车联合会（FIM）负责管理国际沙地摩托车比赛。